# Ruta Estatal de California 156
La Ruta Estatal de California 156, y abreviada SR 156 (en inglés: California State Route 156) es una carretera estatal estadounidense ubicada en el estado de California. La carretera inicia en el Oeste desde la SR 1     en Castroville hacia el Este en la SR 152     en Hollister. La carretera tiene una longitud de 40,2 km (25 mi). Esta ruta forma parte del Sistema Estatal de Carreteras Escénicas de California.

## Mantenimiento
Al igual que las autopistas interestatales, y las rutas federales y el resto de carreteras estatales, la Ruta Estatal de California 156 es administrada y mantenida por el Departamento de Transporte de California por sus siglas en inglés Caltrans.